# 김주호 (1933년)
김주호(金周浩, 1933년 1월 9일 ~ 2014년 11월 4일 , 경남 함안)는 제5공화국에서 부산직할시장과 농림수산부장관을 지낸 대한민국의 관료이다. 서울대학교 농경제학과를 졸업했다. 본관은 상산.

## 약력
- 1967년 : 농림부 사무관, 서기관
- 1977년 : 농수산부 농업경제국장
- 1978년 : 농수산부 식량국장, 기획관리실장
- 1980년 : 농수산부 식산차관보
- 1980년 : 국가보위비상대책위원회 농수산분과위원장
- 1980년 : 조달청장
- 1984년 : 강원도지사
- 1986년 : 경상남도지사
- 1986년 : 부산직할시장
- 1987년 : 농림수산부 장관
- 1989년 : 한국사료협회 회장
- 1989년 : 세계식량농업기구(FAO) 한국협회 회장

## 역대 선거 결과
| 실시년도 | 선거   | 대수 | 직책     | 선거구         | 정당       | 득표수    | 득표율          | 순위 | 당락 | 비고 |
| -------- | ------ | ---- | -------- | -------------- | ---------- | --------- | --------------- | ---- | ---- | ---- |
| 1988년   | 총선   | 13대 | 국회의원 | 경남 마산시 을 | 민주정의당 | 30,751 표 | \| \| 30.78% \| | 2위  | 낙선 |      |
|          | 30.78% |      |          |                |            |           |                 |      |      |      |

## 참고 자료
- 김주호(金周浩) -  한국행정연구원
- “역대 정부부처 장차관 - 농림부”. 동아일보. 2007년 8월 9일에 원본 문서에서 보존된 문서. 2008년 3월 17일에 확인함.

| 전임 이건중 | 제9대 조달청장 1980년 7월 20일 ~ 1984년 10월 10일 | 후임 김만기 |

| 전임 김형배 | 제24대 강원도지사 1984년 10월 10일 ~ 1985년 2월 21일 | 후임 김영진 |

| 전임 이규효 | 제22대 경상남도지사 1985년 2월 21일 ~ 1986년 8월 28일 | 후임 조익래 |

| 전임 정채진 | 제23대 부산직할시장 1986년 8월 29일 ~ 1987년 5월 18일 | 후임 강태홍 |

| 전임 (농수산부 장관)황인성 | 제38대 농림수산부 장관 1987년 5월 19일 ~ 1988년 2월 24일 | 후임 윤근환 |